# Arboretum de l'université du Wisconsin
L'arboretum de l'université du Wisconsin – ou University of Wisconsin Arboretum en anglais – est un arboretum américain à Madison, dans le Wisconsin. Inscrit au Registre national des lieux historiques depuis le 28 janvier 2019, il est classé National Historic Landmark depuis le 13 janvier 2021.